# Костешть (комуна, Васлуй)
Костешть, Костешті (рум. Costești) — комуна у повіті Васлуй в Румунії. До складу комуни входять такі села (дані про населення за 2002 рік):
- Дінга (171 особа)
- Костешть (1961 особа) — адміністративний центр комуни
- Кіцкань (400 осіб)
- Пирвешть (149 осіб)
- Пунтішень (346 осіб)
- Редешть (177 осіб)

Комуна розташована на відстані 263 км на північний схід від Бухареста, 15 км на південь від Васлуя, 74 км на південь від Ясс, 120 км на північ від Галаца.

## Населення
За даними перепису населення 2002 року у комуні проживали 3204 особи.
Національний склад населення комуни:
| Національність | Кількість осіб | Відсоток |
| -------------- | -------------- | -------- |
| румуни         | 3200           | 99,9%    |
| цигани         | 2              | 0,1%     |

Рідною мовою назвали:
| Мова      | Кількість осіб | Відсоток |
| --------- | -------------- | -------- |
| румунська | 3201           | 99,9%    |
| циганська | 1              | < 0,1%   |

Склад населення комуни за віросповіданням:
| Релігія     | Кількість осіб | Відсоток |
| ----------- | -------------- | -------- |
| православні | 3156           | 98,5%    |
| бретрени    | 42             | 1,3%     |
| лютерани    | 3              | 0,1%     |
| мусульмани  | 2              | 0,1%     |
| баптисти    | 1              | < 0,1%   |

## Зовнішні посилання
- Дані про комуну Костешть на сайті Ghidul Primăriilor [Архівовано 22 липня 2006 у Wayback Machine.]